# Église Sainte-Marie-des-Germains
L'église Sainte-Marie-des-Germains est une église romane en ruines située dans la vieille ville de Jérusalem sur la pente nord-est du mont Sion.

## Historique
C'est au cours de la Première Croisade qu'un pèlerin allemand et sa femme (dont les noms nous sont restés inconnus) fondent en 1126 un hospice pour les pèlerins venus du Saint-Empire romain germanique. Il s'ajoute à l'hospice Saint-Jean de Jérusalem. Le pape Célestin II en fixe les règles en 1143, prenant l'hospice sous sa protection, mais avec un droit de regard du prieur de l'ordre de Saint-Jean. L'édifice est en partie détruit par les attaques de 1187, puis reconstruit en 1229. Frédéric II l'attribue aux chevaliers teutoniques en avril 1229, mais il est rendu ensuite à l'ordre de Saint-Jean par Grégoire IX. En conséquence de la prise de Jérusalem en 1244, l'hospice et son église tombent en ruines.
L'église Sainte-Marie se trouvait au centre de l'hôpital. Au nord s'étendait la salle supérieure, bâtiment à triple nef et huit voûtes (vingt-deux mètres sur trente-sept mètres) et au sud la salle inférieure dont l'étage se situait au niveau du rez-de-chaussée de l'église et servait de salle de cérémonies et d'accès à l'église. La salle inférieure comprenait deux nefs avec cinq voûtes. L'église elle-même possède un plan basilical à trois nefs, quatre voûtes et trois absides. Elle mesure douze mètres sur vingt mètres. Une crypte est en sous-sol. Les ruines laissent apparaître les vestiges des murs de l'église et l'étage inférieur de la salle supérieure de l'hospice.
Se trouvant dans le quartier juif de la vieille ville, ses ruines ont été découvertes en 1872 par T. Drake. Aujourd'hui elles constituent un petit parc archéologique ouvert au public.

## Liens externes

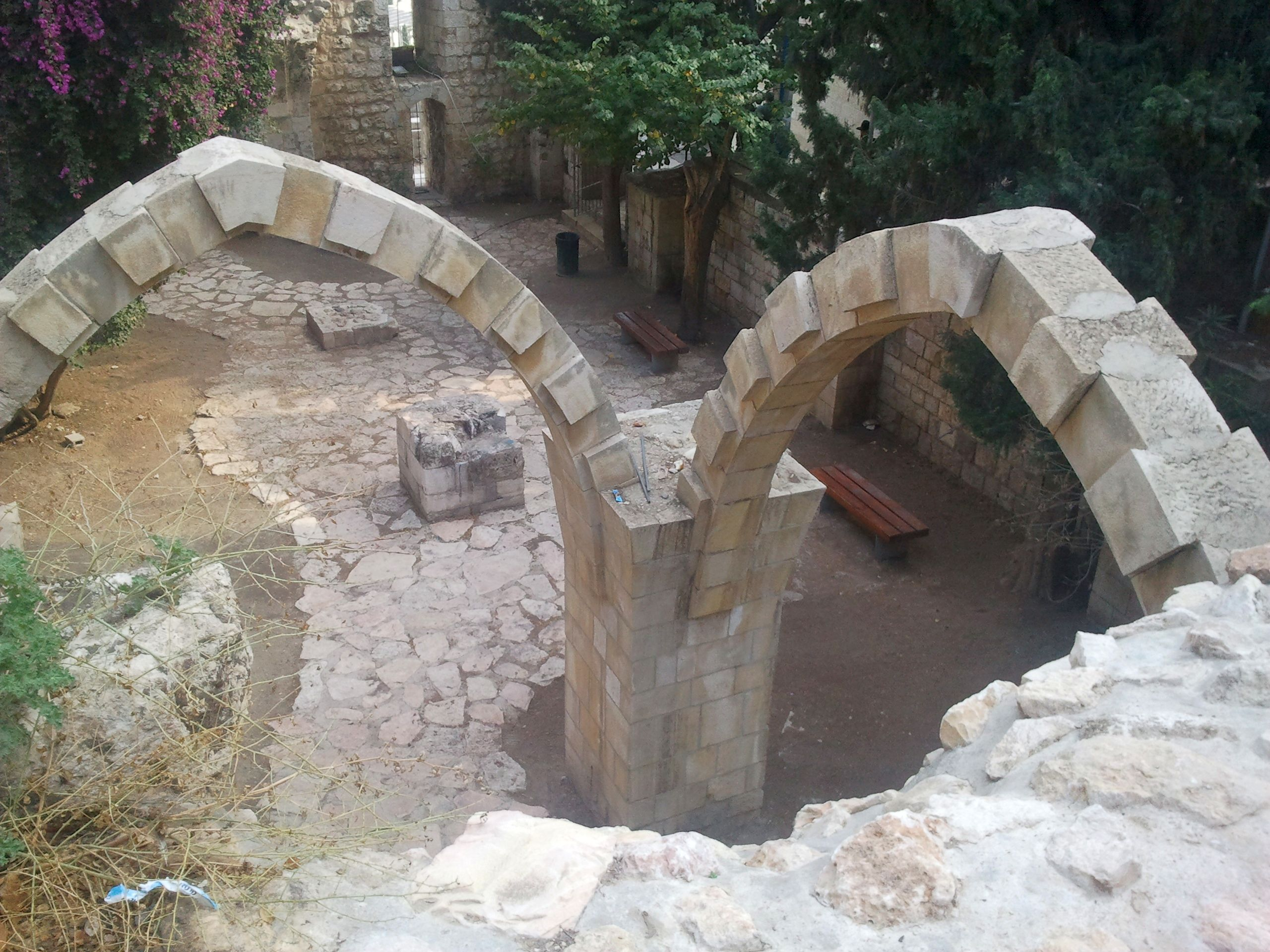
Vestiges de l'étage inférieur de l'hospice

## Source
- (de) Cet article est partiellement ou en totalité issu de l’article de Wikipédia en allemand intitulé « St. Maria der Deutschen (Jerusalem) » (voir la liste des auteurs).